# Zhao (Shijiazhuang)
Koordinaten: 37° 45′ N, 114° 46′ O
Zhao (chinesisch 趙縣 / 赵县, Pinyin Zhào Xiàn), historisch bekannt als Zhaozhou (趙州 / 赵州,  Zhàozhōu), ist ein chinesischer Kreis der bezirksfreien Stadt Shijiazhuang der Provinz Hebei. Er hat eine Fläche von 671,1 km² und zählt 571.077 Einwohner (Stand: Zensus 2010). Sein Hauptort ist die Großgemeinde Zhaozhou (趙州鎮 / 赵州镇).